# Rogogo
Rogogo ist ein Dorf in der Landgemeinde Gangara in der Region Maradi in Niger.

## Geographie
Das von einem traditionellen Ortsvorsteher (chef traditionnel) geleitete Dorf befindet sich rund fünf Kilometer östlich des Hauptorts Gangara der gleichnamigen Landgemeinde, die zum Departement Gazaoua in der Region Maradi gehört. Eine weitere Siedlung in der Umgebung von Rogogo ist Bougouzawa im Osten.
Rogogo ist Teil der Übergangszone zwischen Sahel und Sudan. Die durchschnittliche jährliche Niederschlagsmenge beträgt hier zwischen 400 und 500 mm.

## Bevölkerung
Bei der Volkszählung 2012 hatte Rogogo 888 Einwohner, die in 98 Haushalten lebten. Bei der Volkszählung 2001 betrug die Einwohnerzahl 626 in 87 Haushalten und bei der Volkszählung 1988 belief sich die Einwohnerzahl auf 1577 in 235 Haushalten.
Die Bevölkerungsdichte in diesem Gebiet ist für nigrische Verhältnisse hoch.

## Wirtschaft und Infrastruktur
Im Dorf wird ein Wochenmarkt abgehalten. Der Markttag ist Donnerstag. Der Markt wurde nach 1960, dem Jahr der staatlichen Unabhängigkeit Nigers, etabliert. Das Gebiet der Ebenen im südlichen Teil der Region Maradi, in dem Rogogo liegt, ist von einer anhaltenden Degradation der ackerbaulichen Flächen gekennzeichnet, die mit der hohen Bevölkerungsdichte in Zusammenhang steht. Es gibt eine Grundschule im Ort.